# Municipio de Delight
El municipio de Delight (en inglés: Delight Township) es un municipio ubicado en el condado de Custer en el estado estadounidense de Nebraska. En el año 2010 tenía una población de 698 habitantes y una densidad poblacional de 3,5 personas por km².

## Geografía
El municipio de Delight se encuentra ubicado en las coordenadas 41°15′11″N 99°58′5″O / 41.25306, -99.96806. Según la Oficina del Censo de los Estados Unidos, el municipio tiene una superficie total de 199.62 km², de la cual 199,62 km² corresponden a tierra firme y (0 %) 0 km² es agua.

## Demografía
Según el censo de 2010, había 698 personas residiendo en el municipio de Delight. La densidad de población era de 3,5 hab./km². De los 698 habitantes, el municipio de Delight estaba compuesto por el 98,71 % blancos, el 0,14 % eran amerindios, el 0,29 % eran asiáticos y el 0,86 % eran de una mezcla de razas. Del total de la población el 1,15 % eran hispanos o latinos de cualquier raza.